# 吉村清子
吉村清子，日本女編劇。主要參加動畫作品的劇本執筆。此外「吉」在日本的漢字是寫作「𠮷」（上面一個「土」，下面一個口）。

## 人物簡介
從兒童為對象的商業搭配作品，到成人為對象的深夜動畫為止都有全程參與。
此外參加《暗夜魔法使 The ANIMATION》以來，並與該遊戲的製作公司Far East Amusement Research連結關係，因此之後也負責小說選集的執筆，以及投入劇本工作之外以玩家身份參加桌上角色扮演遊戲。

## 主要參加作品
※粗體字表示說明擔任劇本統籌的作品。

### 電視動畫
1990年代
- 格鬥小霸王（1999年－2000年，編劇）

2000年代
- 真·女神轉生 惡魔之子（2000年－2001年，編劇）
- 最終幻想：無限（2001年－2002年，編劇）
- HAPPY★LESSON THE TV（2002年，編劇）
- 超重神GRAVION（2002年，編劇）
- 真·女神轉生 惡魔之子 光之書&闇之書（2003年，編劇）
- 聖槍修女（2003年－2004年，編劇）
- 音速小子X[注 1]（2003年－2004年，編劇）
- 超重神GRAVION Zwei（2004年，編劇）
- 棉花糖樂園（2004年－2005年，編劇）
- 不可思議星球的☆雙胞胎公主（2005年－2006年）
- 聖魔之血（2005年，編劇）
- 韋駄天翔（2005年－2006年，編劇）
- 不可思議星球的☆雙胞胎公主Gyu！（2006年－2007年，編劇）
- 魔女之刃（2006年）
- 少年陰陽師（2006年－2007年，編劇）
- 風之聖痕（2007年，編劇）
- 暗夜魔法使 The ANIMATION（2007年，編劇）
- 隱王（2008年）
- 武裝機甲（2008年－2009年）
- 獸之奏者 艾琳（2009年，編劇）
- 戰鬥陀螺 鋼鐵奇兵（2009年－2010年，編劇）

2010年代
- 傳說的勇者的傳說（2010年，編劇）[2]
- Sacred Seven（2011年，編劇）
- 天魔黑兔（2011年，編劇）
- 最後流亡 -銀翼的飛夢-（2011年－2012年，編劇）[3][4]
- Muv-Luv Alternative Total Eclipse（2012年，編劇）
- 幻想玩偶（2013年，編劇）
- 惡魔的謎語（2014年，編劇）
- 大圖書館的牧羊人（2014年，編劇）
- 牙狼〈GARO〉-炎之刻印-（2014年－2015年，編劇）
- 卡片鬥爭!! 先導者G（2014年－2015年，編劇）
- 卡片鬥爭!! 先導者G 齒輪危機篇（2015年－2016年，編劇）
- 卡片鬥爭!! 先導者G 超越之門篇（2016年，編劇）
- 卡片鬥爭!! 先導者G NEXT（2016年－2017年，編劇）
- 牙狼〈GARO〉-VANISHING LINE-（日语：牙狼-GARO- -VANISHING LINE-）（2017年－2018年，編劇）
- 卡片鬥爭!! 先導者GZ（2017年－2018年，編劇）
- 多羅羅（2019年，編劇）
- 碧藍幻想 The Animation Season 2（2019年，編劇）

2020年代
- 高校之神（2020年，編劇）[5]
- 戀與製作人 ～EVOL×LOVE～（2020年，編劇）[6]
- 佐賀偶像是傳奇 捲土重來（2021年，編劇）
- Takt op. Destiny（2021年，編劇）[7]

### OVA
- DOGS/BULLETS&CARNAGE（日语：DOGS/BULLETS&CARNAGE）（2009年，編劇）

### 電影動畫
- 巧克力地下社會（日语：チョコレート・アンダーグラウンド）（2009年，編劇）

### 遊戲
- 音速小子（2006年，編劇）
- 音速小子 世界大冒險（2008年，編劇）

### 小說
- 暗夜魔法使 The 2nd Edition選集小說（2008年）一篇執筆

### 桌上角色扮演遊戲
- －玩家（愛爾莎·布魯克斯）

## 腳註